# Royal Coda
Royal Coda es una banda de post-hardcore estadounidense formada en Sacramento, California en 2017, fundada por el guitarrista principal Sergio Medina. Son conocidos por su fusión de rock progresivo, rock psicodélico y post-hardcore. Actualmente, la banda está formada por el vocalista principal Kurt Travis, los guitarristas Sergio Medina y Will Swan, el bajista Steffen Gotsch y el baterista Joseph Arrington.

## Historia

### Formación yRoyal Coda(2017-2018)
Royal Coda fue fundada por el guitarrista y músico Sergio Medina en 2017 tras querer emprender un proyecto musical en solitario que explorara nuevos estilos musicales fuera de sus proyectos actuales. La banda anunció su formación el 28 de enero de 2018, revelando que firmaron con el sello discográfico independiente Blue Swan Records. La banda originalmente estaba formada por Sergio Medina, también guitarrista de Sianvar, y Stolas, el ex-vocalista de Dance Gavin Dance y A Lot Like Birds, Kurt Travis, y Sianvar y ex baterista de A Lot Like Birds, Joseph Arrington.
El 29 de enero de 2018, Royal Coda anunció que habían terminado de grabar su álbum de estudio debut. El grupo escribió y grabó su álbum debut en VuDu Studios en Port Jefferson, Nueva York y fue producido con Dominic Nastasi y Mike Watts. El 16 de febrero de 2018, la banda estrenó su sencillo debut "Anything to Save". Otra canción, "Cut Me Under", fue lanzada el 29 de marzo, junto con el anuncio de su álbum de estudio debut homónimo. Una tercera canción, "Breathe Correct", fue lanzada el 12 de abril de 2018, con un estreno en streaming en Substream Magazine.
Su álbum de estudio debut homónimo estuvo disponible para transmitir un día antes de su fecha de lanzamiento, el 26 de abril de 2018, en New Noise Magazine.
La banda realizó sus primeros dos conciertos en Family Vacation Music Festival en Sacramento, California el 19 de mayo y en Chain Reaction en Anaheim, California el 20 de mayo.
El baterista Joseph Arrington anunció que la banda grabaría más música nueva en 2018.
El 22 de junio de 2018, se anunció que Royal Coda haría una gira como teloneros de la gira en solitario de la cantante estadounidense Tilian, del 23 de agosto al 23 de septiembre de 2018 en los Estados Unidos. El 16 de julio, se confirmó que el líder de The Fall of Troy, Thomas Erak, se uniría a Royal Coda como guitarrista de gira y corista.
El 25 de agosto de 2018, se reveló que Erak y el ex bajista de Dance Gavin Dance, Jason Ellis, eran miembros oficiales de la banda. Sin embargo, Erak dejó la banda a la mitad de la gira principal de Tilian y, según los informes, se centró en su carrera en solitario, dejando a Royal Coda para continuar como un grupo de cuatro integrantes.

### Compassion(2019-2021)
El 1 de febrero de 2019, se reveló que Royal Coda actuaría en el primer festival anual Blue Swan Records Swanfest el 30 de marzo de 2019. El 11 de febrero, el grupo anunció su primera gira como cabeza de cartel, que tuvo lugar del 14 al 30 de marzo. 2019, en Estados Unidos, con el apoyo de Body Thief.
El 4 de junio de 2019, se reveló que Royal Coda haría una gira como apoyo en la gira norteamericana The Mental Knife de la banda estadounidense de post-hardcore Hail the Sun del 13 de septiembre al 13 de octubre. El 5 de junio, se anunció que el guitarrista de Dance Gavin Dance Will Swan se había unido a la banda y escribiría partes de guitarra para el segundo álbum de estudio del grupo; esto marca el segundo grupo musical del que Sergio Medina y Swan han sido parte juntos además de Sianvar. Arrington confirmó que el segundo álbum de estudio del grupo se completó y fue masterizado por Kris Crummett el 13 de agosto de 2019. El mismo mes, el bajista Jason Ellis se separó de la banda debido a problemas personales y fue reemplazado por Steffen Gotsch.
El 10 de septiembre de 2019, Royal Coda lanzó el sencillo principal de su próximo segundo álbum de estudio, "Numbing Agent". Es su primer lanzamiento que presenta a Swan. El 12 de septiembre, la banda anunció su segundo álbum de estudio Compassion con una fecha de lanzamiento programada para el 7 de noviembre de 2019. El 30 de septiembre se lanzó un segundo sencillo, "Becoming the Memory". El 12 de noviembre, se reveló que el grupo haría una gira como apoyo en la gira de primavera de 2020 de Dance Gavin Dance con Animals as Leaders y Veil of Maya. El 12 de marzo de 2020, la gira se canceló debido a la pandemia de COVID-19.
El 23 de septiembre de 2020, el grupo anunció que escribirían su tercer álbum de estudio en septiembre y comenzarían las sesiones de grabación con Kris Crummett en octubre.

### To Only A Few At First(2022-presente)
La banda estaba programado para realizar una gira como apoyo en el Factory Reset Tour de Tilian en Estados Unidos. En febrero y marzo de 2022, pero Tilian pospuso la gira un mes antes de que comenzara la gira. El 23 de diciembre de 2021, el grupo lanzó el video musical del sencillo independiente "Even If". "Even If" se lanzó a los servicios de descarga y transmisión digital el 14 de enero de 2022.
El 6 de julio de 2022, la banda anunció su tercer álbum de estudio To Only A Few At First y lanzó dos canciones, "We Slowly Lose Hope For Things To Come" y "Screen Time Overload", la primera de las cuales tenía una música estreno de video en el canal Blue Swan Records en YouTube.  La banda realizará una gira como apoyo en la gira de verano de Dance Gavin Dance por Estados Unidos del 26 de julio al 24 de agosto de 2022 junto con Body Thief.

## Estilo musical
Royal Coda ha sido descrito como post-hardcore, rock progresivo, rock experimental, y post-rock.

## Miembros
| Miembros actuales - Kurt Travis – Voz principal (2017–presente) - Sergio Medina – Guitarra principal, Bajo, programación (2017–presente) - Joseph Arrington – Batería, percusión (2017–presente) - Will Swan – Guitarra, Bajo (2019–presente) - Steffen Gotsch – Bajo (miembro de apoyo: 2019–2020, miembro oficial: 2020–presente) Miembros anteriores - Thomas Erak – Guitarra, bajo, voz secundaria (2018) | Miembros de apoyo - Skylar Caporicci – Guitarra (2018–2019) - Jason Ellis – Bajo (2018–2019) - Dakota Sammons – Batería (2022) |

Línea del tiempo

## Discografía
Álbumes de estudio
- Royal Coda (LP, 2018)
- Compassion (LP, 2019)
- To Only A Few At First (LP, 2022)

Sencillos
- "Anything to Save" (2018)
- "Cut Me Under" (2018)
- "Breathe Correct" (2018)
- "Numbing Agent" (2019)
- “Becoming The Memory” (2019)
- “The Innocence Of” (2019)
- "Even If" (2022)